# (16421) Roadrunner
(16421) Roadrunner est un astéroïde de la ceinture principale.

## Description
(16421) Roadrunner est un astéroïde de la ceinture principale. Il fut découvert par Eric Walter Elst le 22 janvier 1988 à l'observatoire de Haute-Provence. Il présente une orbite caractérisée par un demi-grand axe de 1,93 UA, une excentricité de 0,063 et une inclinaison de 22,82° par rapport à l'écliptique.
Il fut nommé d'après le grand géocoucou (Geococcyx californianus), dont le nom anglais est roadrunner.

## Compléments